# 希思鎮區 (密歇根州)
希思鎮區（英語：Heath Township）是位於美國密歇根州阿勒根縣的一個行政鎮區。

## 地方資料
希思鎮區的面積為93.00平方千米，當中陸地面積為91.60平方千米，而水域面積為1.40平方千米。根據2010年美國人口普查的數據，當地共有人口3937人，而人口密度為每平方千米42.33人。